# Декейтер Тауншип (округ Маффін, Пенсільванія)
Декейтер Тауншип (англ. Decatur Township) — селище (англ. township) в США, в окрузі Міффлін штату Пенсільванія. Населення — 2968 осіб (2020).

## Демографія
Згідно з переписом 2010 року, у селищі мешкало 3137 осіб у 1171 домогосподарстві у складі 920 родин. Було 1301 помешкання
Расовий склад населення:
| - 97,8 % — білих - 0,7 % — чорних або афроамериканців - 0,2 % — азіатів - 0,1 % — корінних американців |

До двох чи більше рас належало 1,1 %. Частка іспаномовних становила 0,5 % від усіх жителів.
За віковим діапазоном населення розподілялося таким чином: 22,9 % — особи молодші 18 років, 61,1 % — особи у віці 18—64 років, 16,0 % — особи у віці 65 років та старші. Медіана віку мешканця становила 42,2 року. На 100 осіб жіночої статі у селищі припадало 106,9 чоловіків;  на 100 жінок у віці від 18 років та старших — 106,8 чоловіків також старших 18 років.
Середній дохід на одне домашнє господарство  становив 55 934 долари США (медіана — 49 297), а середній дохід на одну сім'ю — 58 480 доларів (медіана — 51 786). Медіана доходів становила 40 605 доларів для чоловіків та 30 043 долари для жінок. За межею бідності перебувало 12,7 % осіб, у тому числі 19,2 % дітей у віці до 18 років та 4,7 % осіб у віці 65 років та старших.
Цивільне працевлаштоване населення становило 1349 осіб. Основні галузі зайнятості: виробництво — 31,9 %, освіта, охорона здоров'я та соціальна допомога — 21,6 %, роздрібна торгівля — 11,7 %, будівництво — 9,6 %.